# Pseudolambrus
Pseudolambrus is een geslacht van kreeftachtigen uit de klasse van de Malacostraca (hogere kreeftachtigen).

## Soorten
- Pseudolambrus batu S. H. Tan, 2008
- Pseudolambrus beaumonti (Alcock, 1895)
- Pseudolambrus bicornis (Flipse, 1930)
- Pseudolambrus bidentatus (Flipse, 1930)
- Pseudolambrus bispinosus (Rathbun, 1902)
- Pseudolambrus calappoides (Adams & White, 1849)
- Pseudolambrus confragosus (Calman, 1900)
- Pseudolambrus constrictus Takeda & Webber, 2007
- Pseudolambrus guinotae S. H. Tan, 2010
- Pseudolambrus harpax (Adams & White, 1848)
- Pseudolambrus hepatoconus (Flipse, 1930)
- Pseudolambrus incisus Takeda & Komatsu, 2015
- Pseudolambrus lobatus (Flipse, 1930)
- Pseudolambrus longispinosus (Flipse, 1930)
- Pseudolambrus planus (Rathbun, 1911)
- Pseudolambrus saishoi Takeda, 1977
- Pseudolambrus sandrockii (Haswell, 1880)
- Pseudolambrus sundaicus Ng & Rahayu, 2000
- Pseudolambrus tarpeius (Adams & White, 1849)